# Caliban und die Hexe
Caliban and the Witch: Women, the Body and Primitive Accumulation ist ein Buch der italienisch-US-amerikanischen Wissenschaftlerin und Aktivistin Silvia Federici, das 2004 veröffentlicht wurde. Es gilt als ein einflussreiches Werk der feministischen Theorie, insbesondere des marxistischen Feminismus. Das Buch bietet eine alternative Lesart zur marxistischen Theorie der „ursprünglichen Akkumulation“ und legt dabei den Fokus auf die Rolle der Frauen und der Reproduktionsarbeit im Übergang zum Kapitalismus.

## Hintergrund
Der Titel bezieht sich auf Shakespeares Stück The Tempest, in dem die Figur Caliban der Sohn der Hexe Sycorax ist. Federici interpretiert Caliban als Symbol für die unterdrückten Klassen und die „Hexe“ als Symbol für die Frauen, deren Körper und Arbeitskraft im aufkommenden Kapitalismus kontrolliert wurden.

## Inhalt
Federici argumentiert, dass die Hexenverfolgungen der Frühen Neuzeit nicht nur ein religiöses oder kulturelles Phänomen waren, sondern systematisch dazu dienten, Frauen zu unterwerfen und Kontrolle über Reproduktionsarbeit zu etablieren. Der Kapitalismus sei nicht nur durch die Enteignung von Land, sondern auch durch die Enteignung von Körpern entstanden – insbesondere von weiblichen Körpern.
Sie beschreibt, wie sich das Familienmodell veränderte, Frauenrechte verloren gingen und Sexualität, Geburt und Heilwissen kriminalisiert wurden. Federici kritisiert, dass klassische marxistische Analysen wie die von Karl Marx diese Prozesse weitgehend ausklammern.

## Kapitelübersicht
| Englisch (Originaltitel)                               | Deutsch (Kapitelüberschrift) |
| ------------------------------------------------------ | --- |
| All the World Needs a Jolt                             | „Es ist ganz unmöglich, dass die ganz Welt muss den Puff halten.“ Soziale Bewegungen und die politische Krise im mittelalterlichen Europa |
| The Accumulation of Labor and the Degradation of Women | Die Akkumulation der Arbeit und die Herabsetzung der Frauen Die Konstruktion der „Differenz“ im „Übergang zum Kapitalismus“               |
| The Great Caliban                                      | Der große Caliban Der Kampf gegen den rebellischen Körper                                                                                 |
| The Great Witch-Hunt in Europe                         | Die große Hexenjagd in Europa |
| Colonization and Christianization                      | Kolonisierung und Christianisierung Caliban und Hexen in der Neuen Welt                                                                   |

## Inhaltliche Zusammenfassungen

### Kapitel 1: Soziale Bewegungen und die politische Krise im mittelalterlichen Europa
Das Zitat in der Überschrift – All the World Needs a Jolt, „Es ist ganz unmöglich, dass die ganz Welt muss den Puff halten“ – ist eine freie Übersetzung einer metaphorischen Darstellung sozialer und politischer Spannungen im Mittelalter. Der Begriff „Puff“ wird hier nicht wörtlich als Bordell verstanden, sondern als eine symbolische Anspielung auf die Ausbeutung und das „Halten“ von Menschen unter prekären, entwürdigenden Bedingungen. Es könnte auf die radikale Kritik des sozialen Ungleichgewichts anspielen, die unter anderem durch den Bauernaufstand von 1381 in England und Predigten von John Ball, einem Anführer des Aufstands, zum Ausdruck kam. John Ball war bekannt für seine scharfe Kritik an der feudalen Gesellschaft und stellte in einer berühmten Predigt die Frage: Als Adam grub und Eva spann, wo war denn da der Edelmann? Das Zitat in Federicis Buch vermittelt metaphorisch die Ausbeutung und die Ungerechtigkeit des mittelalterlichen Systems.
Im ersten Kapitel wird die Geschichte des Kampfes zwischen dem mittelalterlichen Proletariat und dem Adel sowie der Kirche nachgezeichnet. Dabei wird beschrieben, wie der Adel in bestimmten Ländern die Frauenfeindlichkeit verstärkte, um die Rebellion des Proletariats entlang der Geschlechterachse zu spalten. Es wird die Stigmatisierung von ketzerischen Sekten behandelt, die vom Proletariat dominiert wurden und sich für eine größere weibliche Autonomie und sexuelle Freiheit einsetzten, sowie die Niederschlagung bäuerlicher Rebellionen.
Federici erörtert zunächst die Arbeitsteilung und die Rolle der Frauen auf den feudalen Gütern. Sie argumentiert, dass die Bäuerinnen zwar sexistischen Beschränkungen unterlagen (z. B. durften sie bestimmte Funktionen nicht ausüben), sie aber in der Lage waren, einen Teil der Produkte ihrer eigenen Arbeit zu kontrollieren. Zudem schuf gemeinsames Land und kollektive, geschlechtergetrennte Arbeit die Bedingungen für weibliche Solidarität. Federici verfolgt anschließend die Entwicklung des Widerstands der Leibeigenen gegen die Grundherren sowie die Verbindungen der Leibeigenen zur Entwicklung häretischer Sekten (z. B. Bogomilen, Katharer, Waldenser und Taboriten).
Von 1347 bis 1352 tötete der Schwarze Tod etwa ein Drittel der Bewohner Europas, was zu einem massiven Mangels an Arbeitskräften führte und den Widerstand der Arbeiter verstärkte (z. B. der Bauernaufstand von 1381). Ende des 13. Jahrhunderts legalisierten Frankreich und Venedig die Vergewaltigung proletarischer Frauen, und von 1350 bis 1450 eröffneten sowohl Italien als auch Frankreich steuerfinanzierte, öffentlich geführte Bordelle. Federici geht davon aus, dass der Adel diese Maßnahmen ergriff, damit proletarische Männer ihre Frustrationen an proletarischen Frauen ausließen, und stellt fest, dass die Kirche dies billigte.

### Kapitel 4: Die große Hexenjagd in Europa
Federici stellt zunächst fest, dass das Konzept der Hexenverfolgung Mitte des 14. Jahrhunderts aufkam. Gesetze und Kodizes, die die Hexerei selbst (und nicht ihre schädlichen Auswirkungen) mit dem Tode bestrafen, wurden erst Mitte des 16. Jahrhunderts geschaffen, zeitgleich mit der wissenschaftlichen Revolution Federici argumentiert, dass die Hexenverfolgung ursprünglich ein Anliegen der Oberschicht war – die von Intellektuellen, Geistlichen und Magistraten erstellten Informationen wurden durch Pamphlete, Bildmedien und Gesetze an das gemeine Volk weitergegeben.
Federici kommt zu dem Schluss, dass die Hexenverfolgung ein Angriff auf den Widerstand der Frauen gegen die Ausbreitung kapitalistischer Verhältnisse war. Es war ein Versuch, die Macht der Frauen, die sie durch ihre Sexualität, ihre Kontrolle über die Fortpflanzung und ihre Fähigkeit zu heilen erlangt hatten, zu unterdrücken. Die verfolgten „Hexen“ waren in der Regel arme Frauen, häufig über 40 Jahre alt und oft Bettlerinnen. In Regionen wie Irland und den schottischen Highlands, wo kollektiver Landbesitz und verwandtschaftliche Bindungen ein soziales Sicherheitsnetz boten, das den Arbeitern auf eingezäunten Ländereien unbekannt war, gibt es keine Aufzeichnungen über Hexenverfolgungen.

## Bedeutung
Caliban and the Witch gilt als ein Schlüsseltext für die feministische Kritik an kapitalistischen Produktionsverhältnissen. Es wird häufig in der kritischen Theorie, in den Postcolonial Studies, den Gender Studies und der Debatte um eine Care-Ökonomie rezipiert.

## Rezeption
Das Buch hat breite Anerkennung in sozialen Bewegungen, feministischen Theoriekreisen und postkolonialen Debatten gefunden. Es wurde in mehrere Sprachen übersetzt, u. a. ins Deutsche, Spanische, Französische und Portugiesische. Kritiker loben insbesondere Federicis Verbindung von Archivmaterial, Theorie und Aktivismus.

## Ausgaben
- Silvia Federici: Caliban and the Witch. Women, the Body and Primitive Accumulation. Autonomedia, New York 2004, ISBN 1-57027-059-7.
- Silvia Federici: Caliban und die Hexe. Frauen, der Körper und die ursprüngliche Akkumulation. Übersetzt von Max Henninger, herausgegeben von Martin Birkner. Mandelbaum Verlag, Wien 2022 (10. Auflage, zuerst 2012), ISBN 978385476-670-4.